# Cabo Blanco (Túnez)

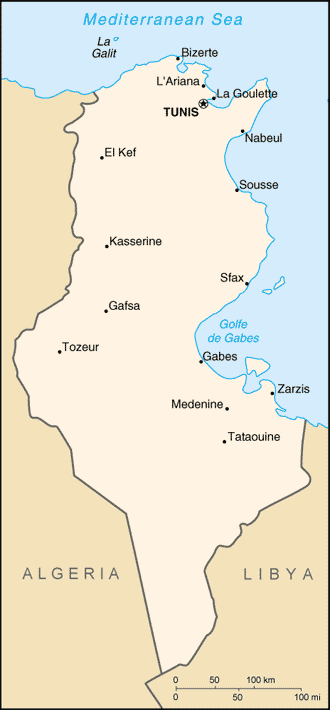
Túnez con la localidad de Bizerta, en las cercanías de Cabo Blanco.

Ras al-Abiada o Ras el Abyad es el nombre árabe del cabo tunecino más conocido como Cabo Blanco, al norte de Bizerta. Considerado a menudo el punto más septentrional del continente africano, este honor recae realmente en el vecino Cabo de Ras Ben Sekka. Desde el Cabo Blanco hasta Bizerta hay una playa de 5 km de largo.

## Fuente
- Esta obra contiene una traducción  derivada de «Ras al-Abiad» de Wikipedia en catalán, publicada por sus editores bajo la Licencia de documentación libre de GNU y la Licencia Creative Commons Atribución-CompartirIgual 4.0 Internacional.

- Datos: Q530021
- Multimedia: Cape Blanc / Q530021